# Augusto Renato Colito
Augusto Renato Colito (* 23. Januar 1997 in Kap Verde) ist ein spanischer Volleyballspieler.

## Karriere
Colito begann seine Karriere 2013 beim Zweitligisten CyL Palencia. In den folgenden Jahren nahm er mit den spanischen Junioren an mehreren Nachwuchsturnieren teil. Von 2015 bis 2017 spielte er bei UBE L’Illa Grau und wurde dort in der Saison 2016/17 Meister der zweiten Liga. Danach wechselte der Diagonalangreifer zu CAI Teruel. In der Saison 2019/20 war er bei CDV Río Duero Soria aktiv. In der Saison 2020/21 spielte er für Unicaja Almería. In diesen Jahren nahm er mit der spanischen Nationalmannschaft an mehreren Europameisterschaften und der Europaliga teil. 2021 wechselte Colito zum deutschen Bundesligisten Helios Grizzlys Giesen. Mit dem Verein erreichte er in der Saison 2021/22 jeweils das Viertelfinale im DVV-Pokal und in den Bundesliga-Playoffs. Auch in der Saison 2022/23 spielt er für Giesen.